# Defense Distributed
Defense Distributed est une association en ligne de fabrication d’armes à feu open-source, appelé Wiki Weapon,. Parmi les objectifs de l'organisation est de développer et de publier librement les schémas de conception d'armes à feu  qui peuvent être téléchargés et reproduits par n'importe qui avec une imprimante 3D.
Après avoir recueilli plus de 20 000 $ via une levée de fonds de type finance participative, Defense Distributed subit la confiscation de sa première imprimante 3D, puis commence les premiers tests de tir à l’aide d’armes imprimées en 3D en décembre 2012,.
Defense Distributed, à ce jour, a produit la première platine imprimée fonctionnelle pour carabine AR-15,, le premier chargeur imprimé fonctionnel pour carabine AR-15, ainsi que le premier chargeur imprimé fonctionnel pour carabine AK-47. Ces fichiers sont disponibles en téléchargement sur le site de l'organisation, DEFCAD.
Le 5 mai 2013, Defense Distributed rend publique le fichier STL permettant l’impression 3D du premier pistolet entièrement imprimable en 3D : le « Liberator ». Le « Liberator » est un pistolet mono-coup au calibre .380,,,,,. Cependant la dangerosité de cette arme pour son utilisateur, du fait de son manque de résistance, est très vite mis en avant par les autorités, notamment grâce à des tests effectués par la police de Nouvelle-Galles du Sud en Australie.
Le 9 mai 2013, le Département d'État des États-Unis a demandé à Defense Distributed de retirer les liens de téléchargement de ses fichiers en vertu de la Réglementation américaine contre le trafic d'armes au niveau international.

## Histoire

### Fondation
Le nom de domaine defensedistributed.com a été enregistré le 4 juin 2012.
Le site web a lancé une campagne de financement participatif en juillet 2012 pour collecter 20 000 $ mais celle-ci a été bloquée après trois semaines. Defense Distributed continua son appel aux dons sur son site web et parvint à récolter la somme de 20 000 $ voulue en septembre 2012, notamment grâce aux payement par paypal ou Bitcoin.
L’organisation a été présentée au public à partir de juillet 2012 par Cody Wilson, qui s’est présenté comme l’un des fondateurs et le porte-parole.
Les membres de Defense Distributed sont un mélange d’étudiant, d’ingénieur et de programmeur venant des États-Unis d’Amérique et d’Allemagne.

### Objectif
Selon le site web de Defense Distributed, l'association est organisée et exploitée à des fins caritatives et littéraires, en particulier « pour défendre la liberté civile de l'accès populaire aux armes tels qu'ils sont garantis par la Constitution des États-Unis et confirmés par la Cour suprême, en facilitant l'accès mondial aux armes, et la production collaborative de l'information et des connaissances liées à l'impression 3D des armes et à publier et à diffuser de telles informations et connaissances en matière de promotion de l'intérêt public ».

## Accueil

### Accueil aux États-Unis
Defense Distributed a reçu à la fois de forte éloges ainsi que des critiques. Il est intéressant de noter qu’il n'a pas été approuvé par la National Rifle Association (NRA), qui est pourtant la plus grande association de défense des utilisateurs d’armes à feu aux États-Unis, et qui à ce jour n'a fait aucun commentaire public sur l'organisation ou ses activités. Defense Distributed a été en revanche approuvé par les Gun Owners of America (GOA). Les critiques, quant à elles, ont accusé l'organisation de mettre en danger la sécurité du public et de tenter de contrecarrer et de modifier le système américain de gouvernement.
Commentant les déclarations théâtrales fréquentes de Défense Distributed, Aaron Timms de Blouin News décrit l'organisation comme exerçant « la plus grande performance de l'art politique du [21e siècle]. ».
L'icône du logiciel open source Eric S. Raymond a approuvé l'organisation et ses efforts, appelant Defense Distributed « amis de la liberté » et de l'écriture : « J'approuve tout développement qui le rend plus difficile pour les gouvernements et les criminels à monopoliser l'usage de la force comme les imprimantes 3D deviennent moins coûteux et plus omniprésente, cela pourrait être une étape importante dans la bonne direction ».

### Accueil en France
L’accueil de ce projet en France est source d’une grande inquiétude sur la difficulté de régulation de ce mode de fabrication d’armes à feu,,
et des conséquences sur leur diffusion. Ainsi parmi les risques soulevés on retrouve celui de voir ce projet détourné à des fins de terrorisme,. De même de nombreuses personnes voient dans cette destitution du contrôle des armes par le gouvernement un premier pas vers une forme d’anarchie.

## Légalité
La production d'arme sans autorisation est illégale en France, où elle est punie d'un emprisonnement de sept ans et d'une amende de 100 000 euros, selon l'Article L2339-2 du Code de la défense.